# Miami Open 2023

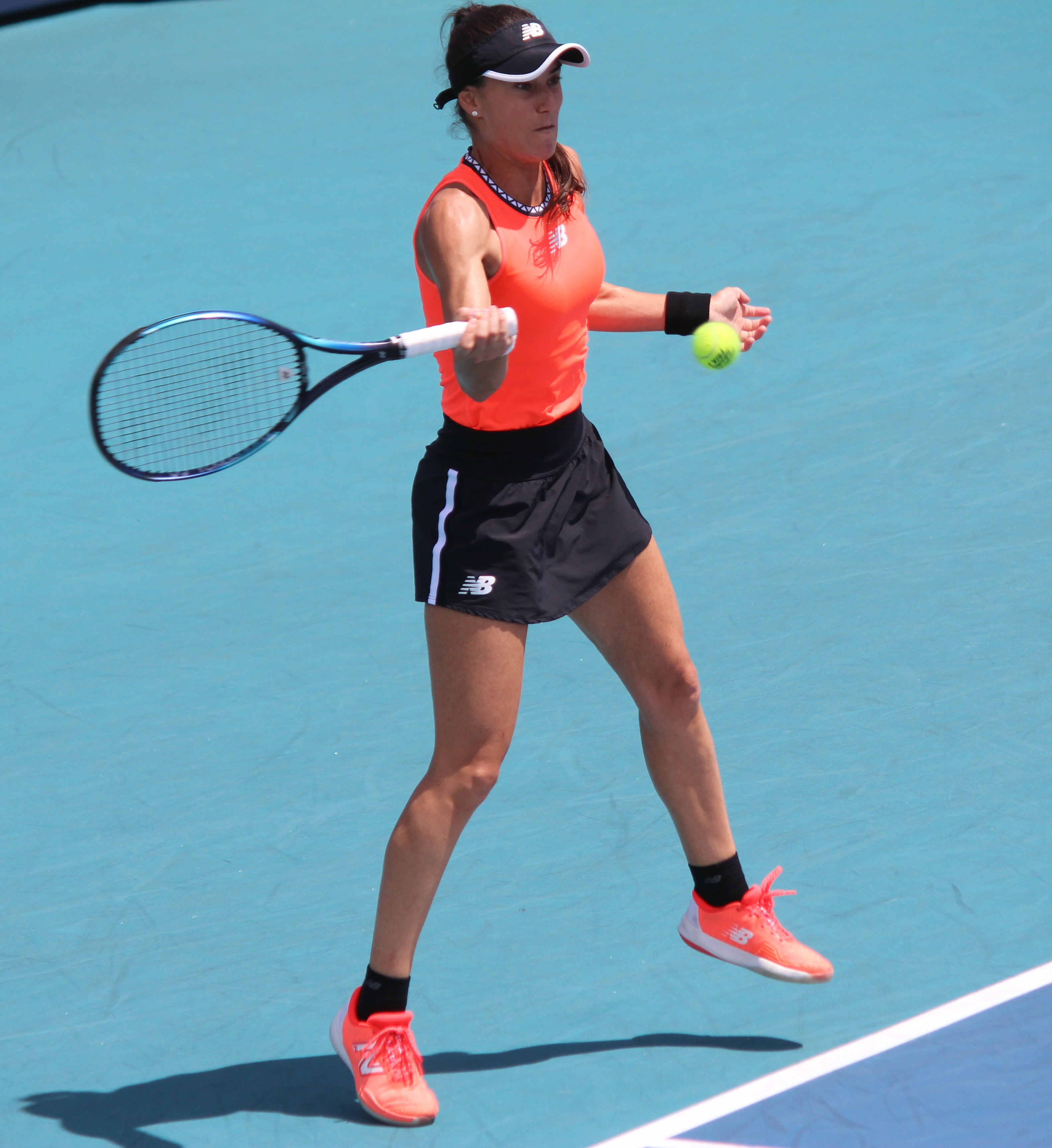
Jucatoarea română de tenis, Sorana Cîrstea, la Miami Open

Miami Open 2023 a fost un turneu profesionist de tenis care s-a desfășuart pe terenuri cu suprafața dură, în aer liber, în perioada 21 martie – 2 aprilie 2023 la Hard Rock Stadium în Miami Gardens, Florida. A fost cea de-a 38-a ediție a evenimentului masculin și feminin și a fost clasificat ca eveniment ATP 1000 pe Circuitul ATP 2023 și eveniment WTA 1000 pe Circuitul WTA 2023.
Carlos Alcaraz și Iga Świątek au fost campionii en-titre. Cu toate acestea, Świątek s-a retras înainte de începerea turneului din cauza unei accidentări. Acesta a fost al doilea an consecutiv în care campioana en-titre la simplu feminin s-a retras din turneu. Alcaraz a pierdut în semifinale în fața lui Jannik Sinner și a pierdut prima poziție în clasament în favoarea lui Novak Djokovic.

## Campioni

### Simplu masculin
Pentru mai multe informații consultați Miami Open 2023 – Simplu masculin

### Simplu feminin
Pentru mai multe informații consultați Miami Open 2023 – Simplu feminin

### Dublu masculin
Pentru mai multe informații consultați Miami Open 2023 – Dublu masculin

### Dublu feminin
Pentru mai multe informații consultați Miami Open 2023 – Dublu feminin

## Puncte și premii în bani

### Distribuția punctelor
| Probă           | C    | F   | SF  | QF  | R16 | R32 | R64 | R128 | Q   | Q2  | Q1  |
| Simplu masculin | 1000 | 600 | 360 | 180 | 90  | 45  | 25* | 10   | 16  | 8   | 0   |
| Dublu masculin  | 1000 | 600 | 360 | 180 | 90  | 0   | N/A | N/A  | N/A | N/A | N/A |
| Simplu feminin  | 1000 | 650 | 390 | 215 | 120 | 65  | 35* | 10   | 30  | 20  | 2   |
| Dublu feminin   | 1000 | 650 | 390 | 215 | 120 | 10  | N/A | N/A  | N/A | N/A | N/A |

### Premii în bani
| Probă           | C          | F        | SF       | QF       | R16     | R32     | R64     | R128    | Q2     | Q1     |
| Simplu masculin | $1,262,220 | $662,360 | $352,635 | $184,465 | $96,955 | $55,770 | $30,885 | $18,660 | $9,440 | $5,150 |
| Simplu feminin  | $1,262,220 | $662,360 | $352,635 | $184,465 | $96,955 | $55,770 | $30,885 | $18,660 | $9,440 | $5,150 |
| Dublu masculin* | $436,730   | $231,660 | $123,550 | $62,630  | $33,460 | $18,020 | N/A     | N/A     | N/A    | N/A    |
| Dublu feminin*  | $436,730   | $231,660 | $123,550 | $62,630  | $33,460 | $18,020 | N/A     | N/A     | N/A    | N/A    |

*per echipă